# Walikale
Walikale este un oraș în  provincia Nord-Kivu, Republica Democrată Congo. În 2012 avea o populație de 10 366 de locuitori, iar în 2004 avea 8 435.